# 鳥取市さじアストロパーク
鳥取市さじアストロパーク（とっとりしさじアストロパーク、Saji Observatory）は、鳥取県鳥取市佐治町にある天文台。

## 概要
1994年（平成6年）7月に開館。天文台長に国立天文台を退官した香西洋樹氏を、園長には香川大学名誉教授で天文学者の小山伸を迎えた。
口径103cm反射望遠鏡、プラネタリウム、宿泊施設等がある国内有数の公開天文台。開館当初は日本一の反射望遠鏡であった。
IAUの天文台コードは867。103cm望遠鏡を用いて小惑星を捜索したり資料用に撮影した写真から検出するなどしており、これまでに22個の小惑星を発見している。
毎日の夜間観望会（星空観察会）やプラネタリウム投影はもちろん、特別な天文現象などに合わせたイベントや展示、地元の方々の協力で実施する「星まつり」「月まつり」、冬場のたくさんの雪を使った「雪まつり」など、さまざまな取り組みを行ってる。

## 構成

### 天文台
- 103cm反射望遠鏡
- プラネタリウム
- 資料展示

### 宿泊施設
- 星のコテージ（四棟）
- コスモスの館（本館・別館）

### その他
- 多目的ハウス
- レストハウス

## 開館時間
- 開館時間
  - （4月 - 9月）9:00 - 22:00
  - （10月 - 3月）9:00 - 21:00
- 休館日 - 月曜日・第3火曜日（祝日の際は翌日）、年末年始等

## アクセス
- 〒689-1312　鳥取県鳥取市佐治町高山1071-1
- 鳥取自動車道用瀬ICから国道482号線を真庭・佐治方面へ。

## 名誉園長
開園とともに佐治敬三（当時株式会社サントリー会長）が名誉園長に就任した。
さじアストロパークのイメージアップを図るため、佐治村長が村名と同じ名前の佐治敬三に対して名誉園長への就任を依頼した。佐治は佐治村出身でもなければ、佐治村に縁もなく、たまたま名字が同一であるというだけであったが、佐治は快く引き受けた。

## 日本宇宙少年団
さじアストロパークのオープンに先立ち、平成6年2月6日、財団法人日本宇宙少年団理事（当時）の松本零士が講演会を佐治村で行った。また、松本はオープン記念祝賀会に招待され、出席した。
平成6年7月30日、日本宇宙少年団鳥取アストロ分団の結団式が行われた。結団式の後には松本零士によるトークショーも行われた。

## さじアストロパークが発見した小惑星
佐治天文台で発見し、確定番号登録された小惑星は22個ある。
小惑星を発見すると、その小惑星に名前を提案する権利が与えられる。さじアストロパークは発見した22個のうち、17個の小惑星の名前を提案し、命名された。

### 命名された主な小惑星

#### 佐治に関するもの
- 「佐治」「佐治川水石」「二十世紀」「みつまた」など

#### 鳥取市に関するもの
- 「大砂丘」「ふるさと」など

#### 鳥取県に関するもの
- 「伯耆大山」

#### 人名
- 「植田正治」「佐治敬三」「前田直衞」「谷口ジロー」

#### 姉妹都市
- 「安積」「ハーナウ」

### 命名に関するエピソード

#### 植田正治
命名にあたっては、植田正治の弟子でもあった福山雅治の提案・助言があった。
福山はさじアストロパークに何度か訪問しており、平成15年7月26日には同館でラジオ生放送を行った。

#### 佐治敬三
亡くなるまでアストロパークの名誉園長を務めたことから命名に至った。